# سكالسيا
السكالسيا (الاسم العلمي: Scalesia) هي جنس من النباتات تتبع الفصيلة النجمية من رتبة النجميات.

## أنواع السكالسيا
- سكالسيا باورية
- سكالسيا جلوانية
- سكالسيا خشنة السويق
- سكالسيا ستيورتية
- سكالسيا صغيرة الرأس
- سكالسيا متقاربة
- سكالسيا محززة
- سكالسيا مسوقة
- سكالسيا هيليرية
- سكالسيا وبرية
- سكالسيا قلبية
- سكالسيا كروكرية
- سكالسيا قنفاء
- سكالسيا متباعدة
- سكالسيا غورديلوية
- سكالسيا بيضوية